# August Ver Elst
August Raymond Ver Elst (Aarschot, 21 februari 1886 - Antwerpen, 23 juni 1968) was een Belgisch Vlaams-nationalistisch politicus voor het VNV.

## Levensloop
Ver Elst werd bij de gemeenteraadsverkiezingen van oktober 1932 een eerste keer verkozen als lid van de Frontpartij, en werd het jaar daarop lid van het VNV. Bij de gemeenteraadsverkiezingen van 16 oktober 1938 verkozen te Aarschot vanop de concentratie-kieslijst (KVV en VNV) als gemeenteraadslid en vervolgens aangesteld tot eerste schepen. Als enige lid van het schepencollege bleef hij bij de Duitse inval tijdens de Tweede Wereldoorlog in Aarschot en verwelkomde hij de Duitse troepen.
In april 1941 werd Ver Elst aangesteld als oorlogsburgemeester. Hij volgde de socialist Alfons Zoutberg op, die als oudste gemeenteraadslid van Aarschot, in juli 1940 de functie van dienstdoend burgemeester had toegewezen gekregen in opvolging van burgemeester Oscar Coomans. Deze oefende dit mandaat uit tot hij vanwege de ouderdomsverordening (Überalterungsverordnung) van 7 maart 1941 moest terugtreden. Na de bevrijding nam Coomans de burgemeesterssjerp opnieuw over.